# Méthylation
La méthylation est l'addition d'un groupe méthyle, le phénomène inverse étant la déméthylation.

## Méthylation des métaux
Dans la nature, en conditions anoxiques, des métaux peuvent être méthylés, comme le mercure, généralement à l'interface entre la zone oxygénée et la zone privée d'oxygène, dans le sédiment ou dans la couche d'eau qui est en contact avec un sédiment fin et non oxygéné, ce qui confère de nouvelles propriétés toxicologiques et écotoxicologiques au mercure qui transformé en méthylmercure devient encore plus toxique, plus mobile et plus bioassimilable. Ceci se produit par exemple et notamment dans les marais, les sédiments de barrages, de réservoir, ou même de réservoirs de castors, les estuaires et les sédiments marins, avec parfois des effets saisonniers ou liés à l'âge du sédiment. Certains microbes méthylent ces métaux et d'autres les « déméthylent » ; ces deux processus peuvent modifier la toxicité des métaux présents dans un environnement.

## Génétique
La méthylation de l'acide désoxyribonucléique (ADN) est un processus épigénétique dans lequel certaines bases nucléotidiques peuvent être modifiées par l'addition d'un groupe méthyle. Cette modification de l'ADN est effectuée par des enzymes particulières appelées « DNMT » pour « DNA methyltransferase ». Chez l'humain, il en existe quatre, DNMT1, qui est une méthyltransférase de maintien dont le rôle principal est de maintenir la méthylation sur les deux brins d'ADN lors de la réplication, DNMT2, dont le rôle est encore incertain, et DNMT3A et DNMT3B, qui partagent une forte homologie et dont le rôle principal est d'ajouter de nouvelles marques de méthylation sur l'ADN (on parle de « de novo DNA methyltransferase »).
Selon les espèces, plusieurs types de nucléotides méthylés peuvent être rencontrés, principalement les cytosines et les adénines. Chez les vertébrés, le mécanisme est une méthylation de la cytosine en 5-méthylcytosine dans les séquences C-G de l'ADN. Chez d'autres espèces, les séquences de méthylation peuvent être différentes. Chez les bactéries, la méthylation peut intervenir sur les cytosines, mais aussi sur la position N6 des adénines, au niveau de séquences 5'-GATC-3' (site dam) grâce à la méthylase de Dam qui reconnaît l'ADN hémiméthylé. Normalement, tous les sites GATC du génome d’E. coli sont méthylés.
La méthylation joue un rôle sur divers processus cellulaires : la synchronisation de la réplication du chromosome chez les bactéries ainsi que le marquage du soi, la réparation des mésappariements dans l'ADN (mismatch repair) et aussi sur le niveau d'expression du gène. La méthylation protège notamment les procaryotes des éléments génétiques mobiles tels que les bactériophages. Le système RM des procaryotes est un système qui permet d'identifier l'ADN du bactériophage qui n'est pas méthylé et de le cliver.
La relation méthylation/expression peut être complexe : selon les lignées, une faible méthylation favorise la transcription mais une forte méthylation va au contraire l'inhiber. Chez les eucaryotes, lorsque le promoteur d'un gène est méthylé, le gène en aval est en général réprimé et n'est donc plus transcrit en ARNm.
La méthylation de l'ADN agit comme un « patron » qui conditionne l'expression des gènes dans chaque cellule. Ce patron épigénétique est largement programmé et imprimé dans les différentes cellules au cours du développement embryonnaire. Chez les mammifères, le processus de méthylation de l'ADN est de plus influencé ensuite par des facteurs environnementaux : sociaux, nutritionnels et toxicologiques. La méthylation de l'ADN est reconnue comme étant un processus réversible mais les mécanismes exacts de déméthylation sont encore incertains. La voie la mieux caractérisée fait intervenir un processus en plusieurs étapes passant tout d'abord par l'hydroxylation des méthylcytosines via des enzymes de la famille TET. Une autre voie découverte plus récemment de déméthylation implique l'enlèvement de la cytosine méthylée et son remplacement par une cytosine non méthylée, par le biais du système de base excision repair et des enzymes de la famille TDG.

### Méthylation des histones
Chez les eucaryotes, il existe divers mécanismes de méthylation des histones, résultant en des changements de compaction de la chromatine (euchromatine, hétérochromatine) qui influent sur l'expression génétique.